# Ga Sangok
Ga Sangok (Tiếng Hàn: 산곡역, Hanja: 山谷驛) là ga tàu điện ngầm trên Tàu điện ngầm Seoul tuyến 7 ở Sangok-dong, Bupyeong-gu, Incheon.

## Lịch sử
- 30 tháng 10 năm 2014: Khởi công xây dựng đoạn mở rộng Văn phòng Bupyeong-gu ~ Seongnam của Tàu điện ngầm Seoul tuyến 7
- 1 tháng 6 năm 2020: Tên ga cuối cùng được xác nhận là Sangok[1]
- 22 tháng 5 năm 2021: Bắt đầu hoạt động với việc khai trương đoạn mở rộng Văn phòng Bupyeong-gu ~ Seongnam

## Bố trí ga
| Văn phòng Bupyeong-gu ↑ |
| \| N/B                  |
| ↓ Seongnam              |

| Hướng Bắc | ● Tuyến 7 | ← Hướng đi Onsu · Xe buýt tốc hành · Gunja · Jangam |
| Hướng Nam | ● Tuyến 7 | → Hướng đi Seongnam →                               |

## Xung quanh nhà ga
| Lối ra \| 나가는 곳 \| Exit \| 出口 | Lối ra \| 나가는 곳 \| Exit \| 出口         |
| ----------------------------------- | ------------------------------------------- |
| 1                                   | Bưu điện Bupyeong                           |
| 2                                   | Trường tiểu học Incheon Buma                |
| 3                                   | Trung tâm phúc lợi hành chính Sangok 3-dong |
| 4                                   | Trường tiểu học Incheon Sangok              |
| 5                                   | Trường tiểu học Incheon Magok               |
| 6                                   | Trường tiểu học Incheon Sangokbuk           |
| 7                                   | Trường trung học cơ sở Cheongcheon          |